# T-Series (công ty)
Super Cassettes Industries Private Limited, được biết với tên kinh doanh T-Series, là một công ty, hãng thu âm  sản xuất phim nhạc Ấn Độ trong thể loại nhạc Bollywood và nhạc pop Ấn Độ, do Bhushan Kumar thành lập năm 1983. Hiện nay, chỉ có 13 người làm việc tại trụ sở, năm 2014, T-Series là hãng thu âm lớn của Ấn Độ trong thị trường âm nhạc, chỉ đứng sau Sony Music India và Zee Music.

## Lịch sử
Bhusan Kumar, ban đầu là một người bán nước ép trái cây ở Delhi, đã thành lập T-Series để bán các bài hát lậu Bollywood trước khi công ty bắt đầu sản xuất nhạc.

## Sự nghiệp YouTube
T-Series tham gia YouTube vào ngày 13 tháng 3 năm 2006 và bắt đầu đăng các video từ cuối năm 2010, hầu hết là những bài hát đoạn nhạc và trailer giới thiệu phim. Công ty sở hữu một mạng lưới đa kênh gồm khoảng 29 kênh phụ với nhiều chủ đề khác nhau, bao gồm:
- T-Series Kids Hut
- T-Series Apna Punjab
- T-Series Telugu
- T-Series Kannada
- Shabad Gurbani
- Health And Fitness
- T-Series Bhakti Sagar
- Pop Chartbusters
- Bollywood Classics
- T-Series Tamil
- T-Series Malayal
- T-Series Classics
- T-Series Regional
- hamaarbhojpuri
- T-Series Gujarati
- T-Series Marathi
- T-Series Bhavageethegalu & Folk
- Bhakti Sagar Telugu
- Bhakti Sagar Tamil
- Bhakti Sagar Malayalam
- T-Series Bhakti Marathin
- Bhakti Sagar Kannada
- T-Series Islamic Music
- T-Series Kids Hut - Portuguese Fairy Tales
- T-Series HARYANVI
- T-Series Kids Hut - Telugu Kathalu
- T-Series Kids Hut - Cuentos en Español
- T-Series Kids Hut Tamil
- Lahari Music

T-Series đạt 1 tỷ lượt xem vào tháng 7 năm 2013, cùng lúc đó kênh chỉ có 2.3 triệu số đăng ký. Vào tháng 1 năm 2017, T-Series trở thành kênh có nhiều lượt xem nhất trên YouTube, đến cuối tháng 7 cùng năm, T-Series đạt 20 tỷ lượt xem, tới tháng 12 năm 2018, kênh đã đạt hơn 50 tỷ lượt xem. Tháng 1 năm 2018, T-Series trở thành kênh có nhiều đăng ký nhất với 34 triệu, chỉ đứng thứ hai sau YouTuber người Thụy Điển, PewDiePie. Tới tháng 9 cùng năm, T-Series chính thức đạt 60 triệu lượt đăng ký, trở thành kênh đầu tiên cạnh tranh với PewDiePie. Đối với từng số đăng ký khác nhau mà tương ứng với một nút play, với 50 triệu lượt đăng ký, PewDiePie từng nhận được nút Ruby (Ruby Play Button) màu đỏ có hình nắm đấm từ YouTube vào 18 tháng 12 năm 2016, với T-series trong con số này, công ty nhận được nút Ruby màu trắng có để logo công ty ở trong vào 10 tháng 9 năm 2018.
Ngày 30 tháng 3 năm 2019, T-series đạt 92 triệu lượt đăng ký, trở thành kênh có nhiều đăng ký được  nhất nhưng sau đó bị đẩy xuống vị trí thứ 2 do sự quay trở lại mạnh mẽ của PewDiePie nhờ sự giúp đỡ của "Đội quân 9 tuổi" (9-years-old army). Ngay khi vượt qua PewDiePie, T-series được Fellix gửi lời chúc qua video nhạc "Congratulations", nhưng thực chất là một lời chế giễu. Vào ngày 29 tháng 5 năm 2019, T-Series trở thành kênh YouTube đầu tiên đạt 100 triệu lượt đăng ký (không tính các kênh do chính YouTube tạo).

## Các nghệ sĩ
Dưới là những nghệ sĩ từng làm việc cùng T-Series hoặc từng phát hành âm nhạc dưới hãng thu âm T-Series:
- A. R. Rahman
- Abhijeet Bhattacharya
- Akon
- Alka Yagnik
- Anand–Milind (Anand Shrivastav và Milind Shrivastav)
- Anuradha Paudwal
- Anwar
- Asha Bhosle
- Babul Supriyo
- Guru Randhawa
- Himesh Reshammiya
- Jasmin Walia
- Javed Akhtar
- Kumar Sanu
- Lucky Ali
- M.I.A.
- Nadeem–Shravan (Nadeem Akhtar Saifi và Shravan Kumar Rathod)
- Nikhil-Vinay (Nikhil Kamath và Vinay Tiwari)
- Nitin Mukesh
- Pankaj Udhas
- Pitbull
- Purnima
- Rahat Fateh Ali Khan
- Rajesh Roshan
- Raju Singh
- Sameer
- Saawan Kumar Tak
- Sajid–Wajid (Sajid Khan và Wajid Khan)
- Sandeep Chowta
- Shaan
- Shreya Ghoshal
- Sonu Nigam
- Sophie Choudry
- Sukhwinder Singh
- Sunidhi Chauhan
- Talat Aziz
- Tanvi Shah
- Udit Narayan
- Vishal–Shekhar (Vishal Dadlani và Shekhar Ravjiani)
- Yo Yo Honey Singh
- Zack Knight